# Atlantis als Sujet

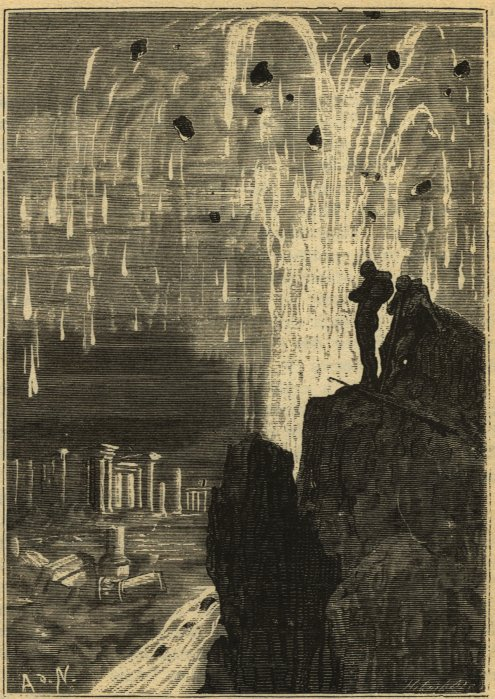
Professor Aronnax und Kapitän Nemo besuchen die Überreste von Atlantis in 20.000 Meilen unter dem Meer.

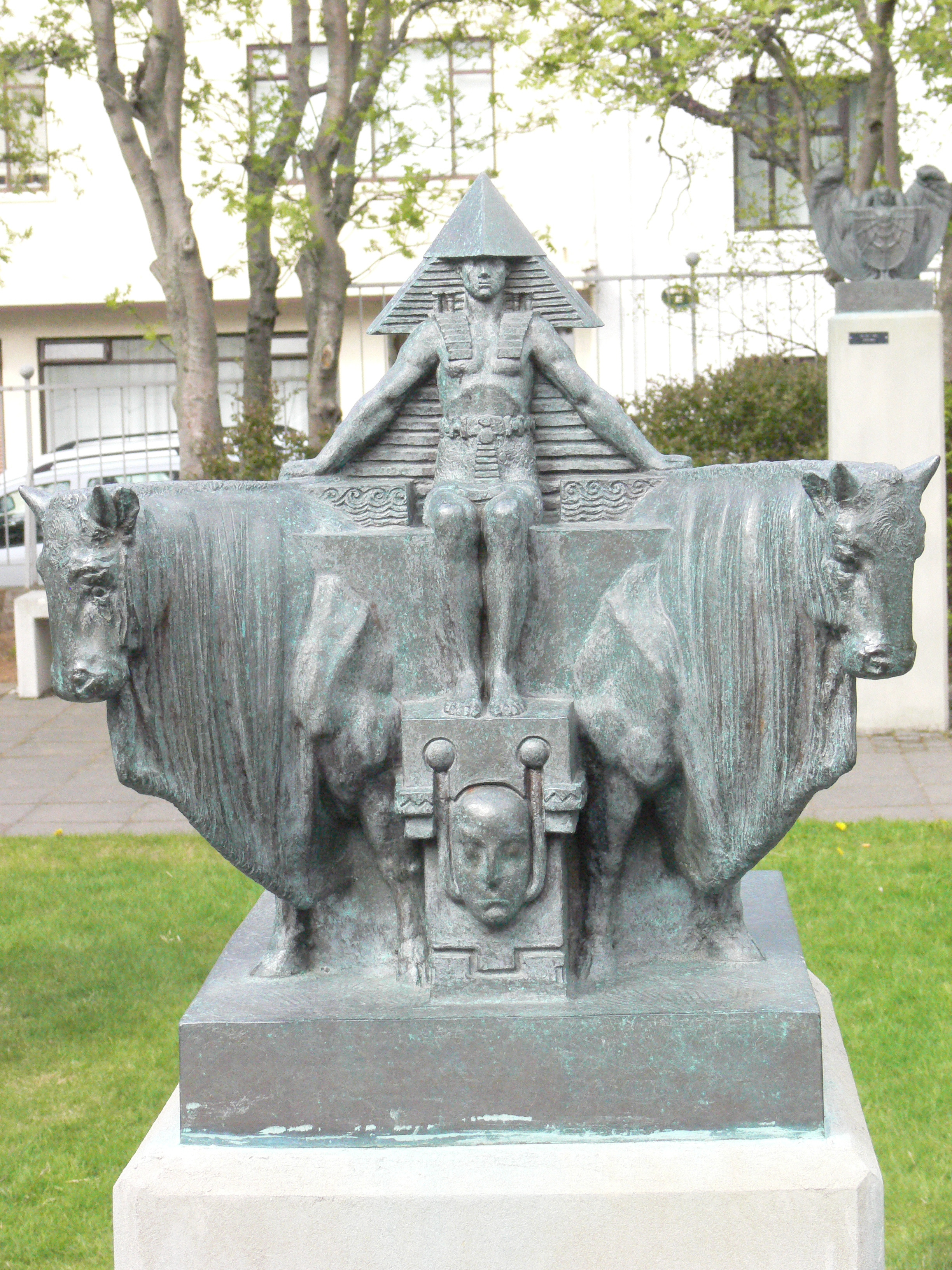
Der König von Atlantis. Skulptur von Einar Jónsson.

Der Topos der von Platon beschriebenen untergegangenen Insel Atlantis zählt zu den meistverwendeten Sujets, Themen und Motiven in Literatur und Film. Die Faszination, die Atlantis auf Kulturschaffende ausübte, hat wesentlich dazu beigetragen, eine von Platon ursprünglich als politisches Lehrstück gedachte Erzählung zu einem Mythos zu machen.
Dieser Artikel bietet einen Überblick über relevante künstlerische Verarbeitungen des Atlantis-Stoffes gruppiert nach Genre. Die Gesamtzahl der Bücher, die sich direkt auf Platons Atlantis beziehen wird auf 20.000 Stück geschätzt.

## Belletristik (Auswahl)
- E. T. A. Hoffmann: Der goldne Topf (1814); Das durch Platon benannte Atlantis wird, angelehnt an die Naturphilosophien Schellings und Schuberts, aus einem ästhetisch-poetischen Blickwinkel betrachtet und symbolisiert ein Leben in Einklang mit der Natur, der Poesie und der Religion, in welchem gängige Naturgesetze keine zwingende Gültigkeit mehr besitzen.
- Atlantis. Roman („L’Atlantide“), 1920. Fantasyroman von Pierre Benoit
- Hans Dominik: Atlantis, 1924
- In den 1930er Jahren und nach dem Zweiten Weltkrieg erschien in Deutschland eine Heftroman- und Taschenbuchserie mit dem Titel Sun Koh – Der Erbe von Atlantis des Autors Paul Alfred Müller (unter verschiedenen Pseudonymen, unter anderem Lok Myler und Freder van Holk).
- In der Perry-Rhodan-Serie war Atlantis ein Kontinent, der nach einem Raumkampf außerirdischer Mächte infolge einer Erdachsenverschiebung unterging. Namensgeber für den Kontinent ist in der Serie der Arkonide Atlan (erstmals erwähnt in K. H. Scheer, Perry Rhodan Nr. 50, „Der Einsame der Zeit“, 1962).
- Manfred Langrenus (Friedrich Hecht): Reich im Mond, Loewe, Leoben 1951, keine ISBN
- Marion Zimmer Bradley: Das Licht von Atlantis, Lübbe, Bergisch Gladbach 1987. ISBN 3-404-13103-7
- Marion Zimmer Bradley/Diana L. Paxson, Die Ahnen von Avalon, 2004
- Michael Ende: Jim Knopf und die wilde 13, Thienemann Verlag. ISBN 3-522-17651-0
- Thomas Mann entwickelt in Joseph und seine Brüder atlantische Vorbilder von biblischen Motiven (Sintflut, Paradies usw.).
- J. R. R. Tolkien beschreibt vor allem im Silmarillion die Insel Atalantë, die mit ihren gebräuchlicheren Namen Númenor und Westernis auch im Herrn der Ringe vorkommt.
- Valerie M. Irwin: Die Legende von Atlantis, Fischer TB, Frankfurt/Main 1999. ISBN 3-596-14344-6
- Walter Moers: Die 13½ Leben des Käpt'n Blaubär, Eichborn, Frankfurt/Main 1999. ISBN 3-8218-2969-9
- Wolfgang Hohlbein: Das Mädchen von Atlantis, Ueberreuter, Wien 2001. ISBN 3-8000-2818-2
- James Rollins: Im Dreieck des Drachen, Ullstein, Berlin 2003. ISBN 3-548-25713-5
- Martin Sturmer: Poseidons Erben, Edition Innsalz, Aspach 2005. ISBN 3-900050-60-0
- Clive Cussler: Akte Atlantis, Blanvalet, Juni 2003. ISBN 3-442-35896-5
- Im Asterix-Band Obelix auf Kreuzfahrt kommt eine Fahrt nach Atlantis vor.
- Der amerikanische Comic-Verlag Marvel veröffentlicht seit 1939 Geschichten um Namor, den Prinzen von Atlantis und andere Bewohner der untergegangenen Stadt.

## Bildende Kunst
- Haus Atlantis in der Bremer Böttcherstraße, Architekt Bernhard Hoetger, Fassade Ewald Mataré
- Joseph Beuys veranstaltete 1964 und 1965 drei Aktionen zum Thema Atlantis[2][3]
- Fräulein Atlantis, Installation von Jonathan Meese 2007, Sammlung Essl in Klosterneuburg bei Wien
- Erzstaat Atlantisis, Installation von Jonathan Meese, kuratiert von Daniel J. Schreiber. 2009. Arp Museum Bahnhof Rolandseck in Remagen

## Film (Auswahl)
Das Thema wurde in Kino- und TV-Filmen aufgegriffen. Die erste Verfilmung stammt aus dem Jahr 1913.
- Die Herrin von Atlantis (1921), französisch-belgisches Stummfilm-Fantasydrama von Jacques Feyder.
- Die Herrin von Atlantis (1932), deutsch-französischer Abenteuer- und Fantasyfilm von G. W. Pabst mit Brigitte Helm in der Hauptrolle. Der Film wurde in drei Sprachfassungen (deutsch, französisch, englisch) gedreht.
- The Undersea Kingdom (1936) (Unga Khan - Der Herr von Atlantis), ein Republic Pictures-Serial, das neu montiert als zweiteiliger Spielfilm auf Deutsch synchronisiert wurde
- Ercole alla conquista di Atlantide (1961) (Herkules erobert Atlantis)
- Atlantis, der verlorene Kontinent (1961)
- Man from Atlantis (1977) (TV) (Der Mann aus Atlantis)
- Warlords of Atlantis (1978) (Tauchfahrt des Schreckens)
- Unterwegs nach Atlantis (1981), eine Fernsehserie, die auf den Kinderbüchern von Johanna von Koczian basiert
- MacGyver – Jagd nach dem Schatz von Atlantis (1994)
- Atlantis, The Lost Empire (2001) (Atlantis – Das Geheimnis der verlorenen Stadt) (Disney-Film)
- Stargate Atlantis (2004) (Ein Spin-off der Fernsehserie Stargate – Kommando SG-1)
- 10.000 B.C. (2008) (Die Hochkultur zeigt deutliche Anspielungen auf Atlantis, in einer kurzen Szene sogar in Form einer Landkarte, wo Atlantis aufscheint.)
- Good Omens (2019- ) Serie basierend auf dem Buch Ein gutes Omen von Terry Pratchett und Neil Gaiman, in der nahenden Apokalypse erhebt sich Atlantis aus dem Meer

## Musik
Der lettische Komponist Jānis Ivanovs schrieb im Jahre 1941 seine Symphonie Nr. 4 es-Moll, die sich mit Platons Version des Mythos von Atlantis befasst.
1963 spielte die Instrumental-Gruppe „The Shadows“ die Single „Atlantis“ ein.
Es gibt auch ein gleichnamiges Lied von Donovan aus dem Jahre 1969, das die Geschichte von Atlantis erzählt. Es wurde 2001 zusammen mit den No Angels für den Soundtrack von Atlantis – Das Geheimnis der verlorenen Stadt neu aufgenommen.
1974 veröffentlichte die DDR-Artrock-Band Lift den Titel Atlantis, der den Untergang der Stadt beschreibt.
Die Soul-Band Isley Brothers veröffentlichten 1977 auf ihrem Album Go for Your Guns den Song Voyage to Atlantis.
Gleichfalls 1977 veröffentlichte die deutsche Progressive Rock Band Eloy das Konzept-Album Ocean, dessen vier Stücke sich thematisch um die Entstehung und den Untergang der Insel Atlantis und ihrer Bewohner ranken.
Atlantis Is Calling (S.O.S. for Love) war der Titel einer von fünf Singles des Duos Modern Talking (Dieter Bohlen und Thomas Anders), die in den Jahren 1985/86 hintereinander Platz eins der deutschen Single-Charts erreichten. Der Song behauptete sich vier Wochen lang (16. Juni bis 7. Juli 1986) an der Spitze der deutschen Charts. In Österreich erreichte der Titel den zweiten, in der Schweiz den dritten und in Großbritannien immerhin den 55. Platz der Single-Charts. Auch in vielen weiteren Ländern war der Song kommerziell erfolgreich.
Der ungarische Komponist Péter Eötvös schrieb 1995 ein Stück mit dem Titel Atlantis im Auftrag des WDR. Uraufführung war im November 1995 in Köln mit dem RSO Köln unter der Leitung von Péter Eötvös.
Das 2000 veröffentlichte Konzeptalbum V – The New Mythology Suite der Progressive-Metal-Band Symphony X handelt von der Geschichte um Atlantis.
Die deutsche Power-Metal-Band Iron Savior erzählt in ihren Konzeptalben eine phantasievolle Science-Fiction-Geschichte, in der der Untergang von Atlantis zu den Kernpunkten gehört.
Das im Bereich der volkstümlichen Musik aktive österreichische Duo Brunner & Brunner versuchte mit dem Titel Atlantis in mir zu punkten, hatte aber keinen besonderen Erfolg damit.
Die deutsche Band Atrocity veröffentlichte 2004 das Album Atlantis, in dem sie Themen rund um den Atlantis-Mythos verarbeitet.
Der spanische Komponist Manuel de Falla (1876–1946) schrieb während der letzten 20 Jahre seines Lebens das szenische Oratorium Atlantida. Es wurde von Ernesto Halffter vollendet. Die Uraufführung war 1962. Der Komponist war sein ganzes Leben von dem Thema Atlantis fasziniert. Der Text ist original auf Baskisch.

## Spiele
- Atlantis, ein 1988 beim Verlag Schmidt-Spiele und ab 1997 von der Firma Parker herausgegebenes und Julian Courtland-Smith erfundenes Brettspiel.
- 1992 entwickelte die Firma LucasArts das Computerspiel Indiana Jones and the Fate of Atlantis zum Thema in Verbindung mit der fiktiven Figur des Indiana Jones.
- Im Erweiterungspaket Trials of Atlantis des Computerspiels Dark Age of Camelot darf der Spieler ebenfalls den legendären Ort besuchen.
- Die französische Firma Cryo Interactive Entertainment bringt 1997 das 3D-Spiel Atlantis – Das sagenhafte Abenteuer auf den Markt.
- Im ersten Teil des Konsolen- und Computerspiels Tomb Raider muss dessen Hauptcharakter Lara Croft Teile eines alten Artefakts zusammensammeln. Eines davon liegt im Grab des Tihocan verborgen, der – wie sich im Spiel herausstellt – einer der Herrscher von Atlantis war.
- Auch das Remake von Tomb Raider – feat. Lara Croft führt einen wieder nach Atlantis.
- In der Kampagne von Age of Mythology kommt die Hauptfigur Arkantos aus Atlantis. Dort erlebt man auch dessen Untergang.
- In dem Addon The Titans des Spiels Age of Mythology sind die Atlanter als Volk spielbar.
- In der Japanischen Anime-Serie Yu-Gi-Oh wird Atlantis als Heimatstadt des Hauptbösewichts der 4. Staffel genannt und taucht später auch aus dem Meer auf. Timaios, Kritias und Hermos (eine abgewandelte Form des Namens Hermokrates) fließen als legendäre Ritter ein und Oreichalkos wird, wenn auch als Stein, ebenfalls erwähnt.
- Zum Computer-Aufbauspiel Herrscher des Olymp – Zeus wurde eine Erweiterung Herrscher von Atlantis: Poseidon angeboten, in der sich die Stadt anhand von theoretischen Karten bauen lässt.
- Im Computerspiel The Journeyman Project 3: Legacy of Time (Presto Studios, 1998) besucht der Zeitreisende Gage Blackwood die bewohnten Städte Atlantis, Shangri-La und El Dorado, um dort die von einer außerirdischen Rasse versteckten Teile eines mächtigen Artefakts zu finden, bevor die Städte von einer konkurrierenden Rasse angegriffen und vernichtet werden.
- Das Computerspiel Riddle of the Sphinx 2: The Omega Stone (Omni Creative Group, 2003) führt den Spieler von der ägyptischen Sphinx aus ins versunkene Atlantis, nach Stonehenge, Chichen Itza, auf die Osterinsel und ins Bermuda-Dreieck.
- Im Spiel God of War: Ghost of Sparta zerstört der Protagonist Atlantis.
- Im 2018 erschienenen Spiel Assassin’s Creed Odyssey trifft der Protagonist Alexios von Sparta auf seinen Vater, den griechischen Gelehrten Pythagoras, der das Wissen einer untergegangenen Zivilisation von Atlantis beschützt. Im Verlauf der Handlung erkundet der Spieler die versunkene Stadt. Auf diese mächtige Zivilisation finden sich an verschiedenen Schauplätzen Hinweise und Hinterlassenschaften.[4]